# سید جلال‌الدین تهرانی
سید جلال‌الدین تهرانی (زاده ۱۵ مرداد ۱۲۷۵ تهران – درگذشته ۱۰ مرداد ۱۳۶۶ پاریس) اخترشناس، ریاضی‌دان و سیاستمدار ایرانی در دوران پهلوی بود. او چند بار وزیر و سناتور و تولیت آستان قدس رضوی شد و در آستانه انقلاب ایران در سال ۱۳۵۷  توسط محمدرضا پهلوی و چندروز قبل از ترک ایران به ریاست شورای سلطنت منصوب شد. استعفای او از ریاست شورای سلطنت بعنوان شرط ملاقات با روح‌الله خمینی در نوفل لوشاتو ضربه مهمی به نظام پادشاهی در ایران بود.

## زندگی‌نامه
پدرش سید علی شیخ‌الاسلام مرندی از علما و رجال دینی شهر مرند بود که لقب شیخ‌الاسلام را از مظفرالدین شاه قاجار گرفته بود و پدر بزرگش سید ربیع قاضی‌القضات شیخ الاسلامی نام داشت (سید ربیع معروف به قاضی سازنده حمام (قاضی) تاریخی شهر مرند به تاریخ ۱۲۸۶ قمری است). سید جلال مدتی در مدرسه تربیت در تهران درس خواند، سپس در مدرسه سپهسالار به تحصیل علوم دینی مشغول شد. پس از تحصیلات مقدماتی دینی به نجوم روی آورد. انتشار چند شماره گاهنامه او از نخستین گام‌های عرضه دانش اخترشناسی به عموم در ایران است.

وی در ۱۳۱۳ از طرف دولت به اروپا سفر کرد و در بروکسل و پاریس تحصیلات خود را در رشته نجوم تکمیل کرد و مدتی در بروکسل به تدریس پرداخت. سیدجلال در این دوران با دختری اروپایی ازدواج نمود ولی از او صاحب فرزندی نشد.

## عرصه سیاست
سیدجلال تهرانی در سال ۱۳۰۷ در جریان دستگیری سید حسن مدرس همراه او بود و مدتی زندانی شد. در ۱۳۲۶ در کابینه احمد قوام و در ۱۳۲۸ در کابینه محمد ساعد وزیر مشاور بود، سپس وزیر پست و تلگراف و تلفن شد و با تشکیل کابینه علی منصور در فروردین ۱۳۲۹ همین سمت را حفظ کرد. در خرداد ۱۳۳۰ نایب‌التولیه آستان قدس رضوی شد. در بهمن ۱۳۳۲ وزیر مختار ایران در بلژیک و در از مهر ماه ۱۳۳۷ سناتور انتصابی از آذربایجان شد.
وی از مخالفان اصلاحات ارضی در دوران محمدرضا شاه پهلوی بود و پس از سخنرانی علیه این قانون در سالن کشاورزی خراسان، از استانداری خراسان و نیابت تولیت آستان قدس رضوی استعفا کرد. در وقایع خرداد ۱۳۴۲، به لحاظ نزدیکی با روح‌الله خمینی، اقداماتی در راستای نجات وی به عمل آورد. در سنا با نخست‌وزیران انتخابی شاه، یعنی حسنعلی منصور و امیر عباس هویدا به مخالفت برخاست و غالباً به لوایح دولت رأی کبود می‌داد. سید جلال تهرانی تنها سناتوری بود که به لایحه مصونیت مستشاران آمریکایی (کاپیتولاسیون) که بعداً به صورت قانون درآمد، رأی مخالف داد.

### پست‌های دولتی
- وزیر مشاور در کابینه احمد قوام (۱۳۲۶)
- وزیر مشاور در کابینه محمد ساعد (۱۳۲۸)
- وزیر پست و تلگراف و تلفن در کابینه محمد ساعد (۱۳۲۸)
- وزیر پست و تلگراف و تلفن در کابینه علی منصور (فروردین ۱۳۲۹)
- نایب تولیت آستان قدس رضوی (خرداد ۱۳۳۰)
- وزیر مختار ایران در بلژیک (بهمن ۱۳۳۲)
- سناتور انتصابی از آذربایجان (مهر ۱۳۳۷ تا ۲۷ اسفند ۱۳۳۸)
- سناتور انتصابی از آذربایجان (۳ فروردین ۱۳۳۹ تا ۱۹ اردیبهشت ۱۳۴۰)
- سناتور انتصابی از تهران (۱۴ مهر ۱۳۴۲ تا ۱۲ مهر ۱۳۴۶)

## انقلاب ۱۳۵۷
در تاریخ ۲۴ دی ۱۳۵۷ در جلسه شورای سلطنت که در حضور محمدرضا شاه پهلوی تشکیل شد، جلال‌الدین تهرانی به دلیل روابط دوستانه‌ای که با روح‌الله خمینی داشت و با هدف استفاده از او برای مذاکره، به ریاست شورای سلطنت انتخاب شد. دو روز پس از خروج محمدرضا شاه از ایران، در تاریخ ۲۸ دی، جلال‌الدین تهرانی به پاریس رفت تا با روح‌الله خمینی ملاقات کند. آیت الله خمینی دو شرط برای ملاقات تعیین کرد: استعفا از شورای سلطنت و اعلام غیرقانونی بودن آن. جلال الّدین تهرانی هر دو شرط را پذیرفت و در دوم بهمن، پس از انتشار استعفانامه با روح‌الله خمینی ملاقات کرد.
متن استعفای سید جلال‌الدین تهرانی:
| ”                                                               | یکشنبه ۱ بهمن ماه ۱۳۵۷ هجری شمسی مطابق با ۲۲ شهر صفرالمظفر ۱۳۹۹ هجری قمری. قبول ریاست شورای سلطنت از طرف اینجانب فقط برای حفظ مصالح مملکت و امکان تأمین آرامش اجتماعی آن بود ولی شورای سلطنت به سبب مسافرت اینجانب به پاریس که برای نیل به هدف اصلی بود تشکیل نگردید. در این فاصله اوضاع داخلی ایران سریعاً تغییر یافت به طوری که برای احترام به افکار عمومی با توجه به فتوای حضرت آیت‌الله العظمی خمینی دامت برکاته مبنی بر غیرقانونی بودن آن شورا آن را غیرقانونی دانسته کناره‌گیری کردیم. از خداوند و اجداد طاهرین و ارواح مقدسه اولیای اسلامی مسئلت دارم که مملکت و دولت مسلمان ایران را در ظل عنایت حضرت امام عصر عجل الله فرجه از هر گزندی مصون داشته و استقلال وطن عزیز ما را محفوظ فرمایند. | “ |
| —شرح استعفای سید جلال‌الدین تهرانی، کتاب پشت پرده انقلاب (ص ۱۱۳) | |   |

## درگذشت
سید جلال الدین تهرانی سرانجام در ۱۰ مرداد ۱۳۶۶ پنج روز پیش از ۹۱ سالگی‌اش درگذشت. او در منزل مسکونی‌اش واقع در شانزه لیزه فوت کرد. وی در زمان فوتش فرزندی نداشت و همسرش در قید حیات نبود.

جسد سید جلال الدین تهرانی در سال ۱۳۷۰ (شهریور ماه) به ایران منتقل و در مهر همان سال در کنار مقبره خانوادگی‌اش در حرم امام رضا حد فاصل رواق دارالحفاظ و رواق دارالسیاده به خاک سپرده شد.

## کتابخانه
سید جلال الدین تهرانی منزلش در سه راه امین حضور تهران و کتابخانه و قسمتی از اشیاء نجوم و تمامی اثاثیه و مجموعه بی نظیری از اجناس عتیقهٔ خود را وقف آستان قدس رضوی کرد. برخی از ابزارآلات اخترشناسی متعلق به خود را نیز به دانشگاه تهران اهدا کرد. از وی حدود ۳۸۰ جلد نسخه خطی به جای مانده که وقف کتابخانه آستان قدس رضوی شده‌است.
«جلال الدین تهرانی از علمای علم نجوم ایران که صاحب کتابخانه بزرگی می‌باشد، راجع به میرزا جلال الدین محمد حکیم جنابدی می‌فرماید: «ایشان از دانشمندان و مشاهیر و استوانه‌های علم نجوم بوده‌است.»

## تغییر نام ماه‌های سال
سید جلال تهرانی منجم معروفی بود و هر ساله تقویم چاپ می‌کرد. نامهایی پیشنهاد داده بود به مجلس شورای ملی که عبارت بود از:
چمن‌آرا، گل‌آور، جان پرور، گرماخیز، آتش‌بیز، جهان‌بخش، دژم‌خوی، باران‌ریز، اندوهگین، سرماده، برف‌آور و مشکین‌فام

## آثار
- تصحیح تاریخ قم حسن بن محمد قمی
- گاهنامه
- تصحیح چهار مقاله نظامی عروضی
- تصحیح الارشاد فی شرح حال صاحب بن عباد
- اصفهان نصف جهان
- تصحیح حدود العالم من المشرق الی المغرب
- ترجمه محاسن اصفهانی مافروخی
- تصحیح تاریخ جهانگشای جوینی
- تصحیح فارسنامه ابن بلخی
- تصحیح جامع‌التواریخ (رشیدالدین فضل‌الله همدانی)
- تصحیح لب‌التواریخ (یحیی بن عبداللطیف قزوینی)
- رساله در صور فلکی
- هیئت طالبوف
- تعلیمات دینی (برای مدارس)
- انتشار کتاب حدودالعالم در پایان تقویم سال ۱۳۱۴ هجری شمسی[۱۱]